# كبريتات التيتانيل
كبريتات التيتانيل هو مركب لاعضوي صيغته TiOSO4، ويوجد على شكل صلب بلوري أبيض.

## التحضير
يحضر المركب على هيئة أحادي هيدرات من تفاعل ثنائي أكسيد التيتانيوم مع حمض الكبريتيك المدخن المركز:
{\displaystyle \mathrm {TiO_{2}+2\ H_{2}SO_{4}\longrightarrow Ti(SO_{4})_{2}+2\ H_{2}O} }
{\displaystyle \mathrm {Ti(SO_{4})_{2}+2\ H_{2}O\longrightarrow TiOSO_{4}\cdot H_{2}O+H_{2}SO_{4}} }
أما الشكل اللامائي فيستحصل عليه من تفاعل كلوريد التيتانيوم الرباعي مع مزيج من حمضي الكبريتيك والهيدروكلوريك:
{\displaystyle \mathrm {TiCl_{4}+H_{2}SO_{4}+H_{2}O\longrightarrow TiOSO_{4}+4\ HCl} }

## الخواص
يوجد المركب في الشروط القياسية على هيئة صلب بلوري أبيض، وعند التماس مع الماء يتحلمه إلى هلام من ثنائي أكسيد التيتانيوم.
للمركب بنية بوليميرية، يكون فيها الكبريت رباعي التناسق، في حين أن التيتانيوم يكون التيتانيوم سداسي التناسق.

## الاستخدامات
يستخدم المركب في المختبرات الكيميائية من أجل الكشف عن بيروكسيد الهيدروجين والتيتانيوم.